# Nepřevázka
Nepřevázka (dříve též Nepřevaz, Nepřevázky či Nepřivazeves) je obec v okrese Mladá Boleslav ve Středočeském kraji. Rozkládá se asi čtyři kilometry jižně od Mladé Boleslavi. Žije zde 422 obyvatel. Žije zde i moderátorka Jolana Voldánová.

## Historie
První písemná zmínka o obci pochází z roku 1340.

## Obyvatelstvo
| Rok            | 1869 | 1880 | 1890 | 1900 | 1910 | 1921 | 1930 | 1950 | 1961 | 1970 | 1980 | 1991 | 2001 | 2011 | 2021 |
| -------------- | ---- | ---- | ---- | ---- | ---- | ---- | ---- | ---- | ---- | ---- | ---- | ---- | ---- | ---- | ---- |
| Počet obyvatel | 427  | 479  | 470  | 513  | 471  | 470  | 455  | 357  | 368  | 332  | 294  | 277  | 321  | 420  | 449  |
| Počet domů     | 54   | 58   | 61   | 66   | 69   | 70   | 98   | 107  | 101  | 98   | 90   | 109  | 118  | 144  | 151  |

## Obecní správa
V letech 1850–1869 k obci patřil Bezděčín.

### Územněsprávní začlenění
Dějiny územněsprávního začleňování zahrnují období od roku 1850 do současnosti. V chronologickém přehledu je uvedena územně administrativní příslušnost obce v roce, kdy ke změně došlo:
- 1850 země česká, kraj Jičín, politický i soudní okres Mladá Boleslav[7]
- 1855 země česká, kraj Mladá Boleslav, soudní okres Mladá Boleslav[7]
- 1868 země česká, politický i soudní okres Mladá Boleslav[7]
- 1939 země česká, Oberlandrat Jičín, politický i soudní okres Mladá Boleslav[8]
- 1942 země česká, Oberlandrat Praha, politický i soudní okres Mladá Boleslav[9]
- 1945 země česká, správní i soudní okres Mladá Boleslav[10]
- 1949 Pražský kraj, okres Mladá Boleslav[11]
- 1960 Středočeský kraj, okres Mladá Boleslav[12]

### Obecní symboly
Znak a vlajka byly obci uděleny rozhodnutím předsedy Poslanecké sněmovny Parlamentu České republiky dne 10. září 2020.

## Společnost

### Rok 1932
Ve vsi Nepřevázka s 454 obyvateli v roce 1932 byly evidovány tyto úřady, živnosti a obchody: 2 hostince, kolář, kovář, 3 obchody se smíšeným zbožím, krejčí, spořitelní a záložní spolek, trafika, velkostatek.

## Doprava
Silniční doprava
Do obce vede silnice III. třídy. Územím obce prochází silnice I/38 Kolín - Nymburk - Mladá Boleslav - Doksy - Jestřebí, okrajem území obce vede dálnice D10 (E65) Praha - Mladá Boleslav - Turnov s exitem 39.
Železniční doprava
Obec leží na železniční trati 071 Nymburk - Mladá Boleslav. Jedná se o jednokolejnou celostátní trať, doprava byla na trati zahájena roku 1870. Přepravní zatížení tratě 071 mezi v roce 2011 činí obousměrně 5 rychlíků a 10 osobních vlaků. Na území obce leží železniční zastávka Nepřevázka, zastavují zde pouze osobní vlaky, a to na znamení.
Autobusová doprava
Do obce zajížděly v květnu 2011 autobusové linky jedoucí z těchto cílů: Dobrovice, Loučeň, Lysá nad Labem, Mladá Boleslav, Nymburk.

## Pamětihodnosti
- Zaniklý středověký hrad Chlum východně od vesnice v lokalitě Na Hrádku

## Galerie

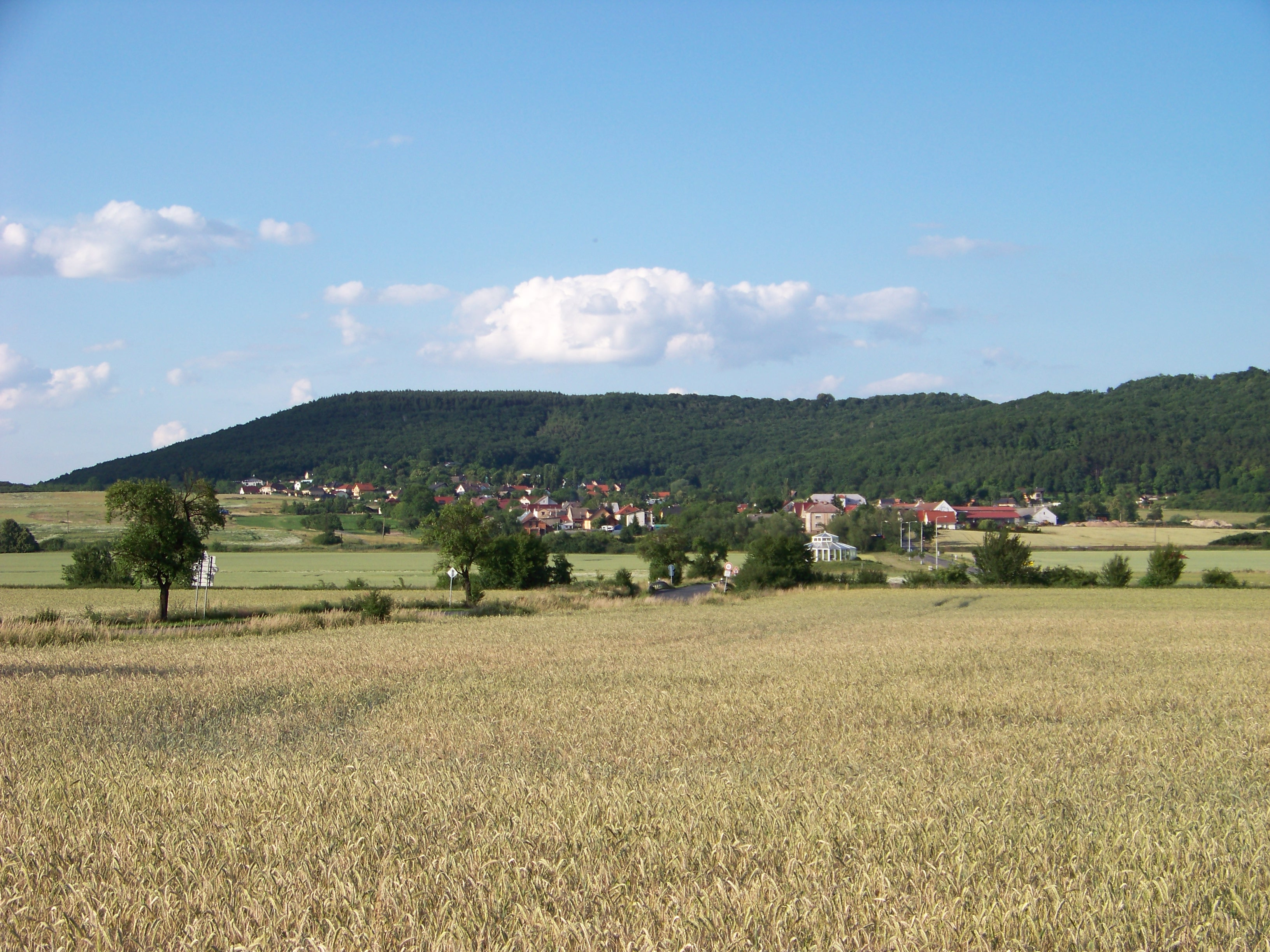
Celkový pohled na obec ze silnice I/38
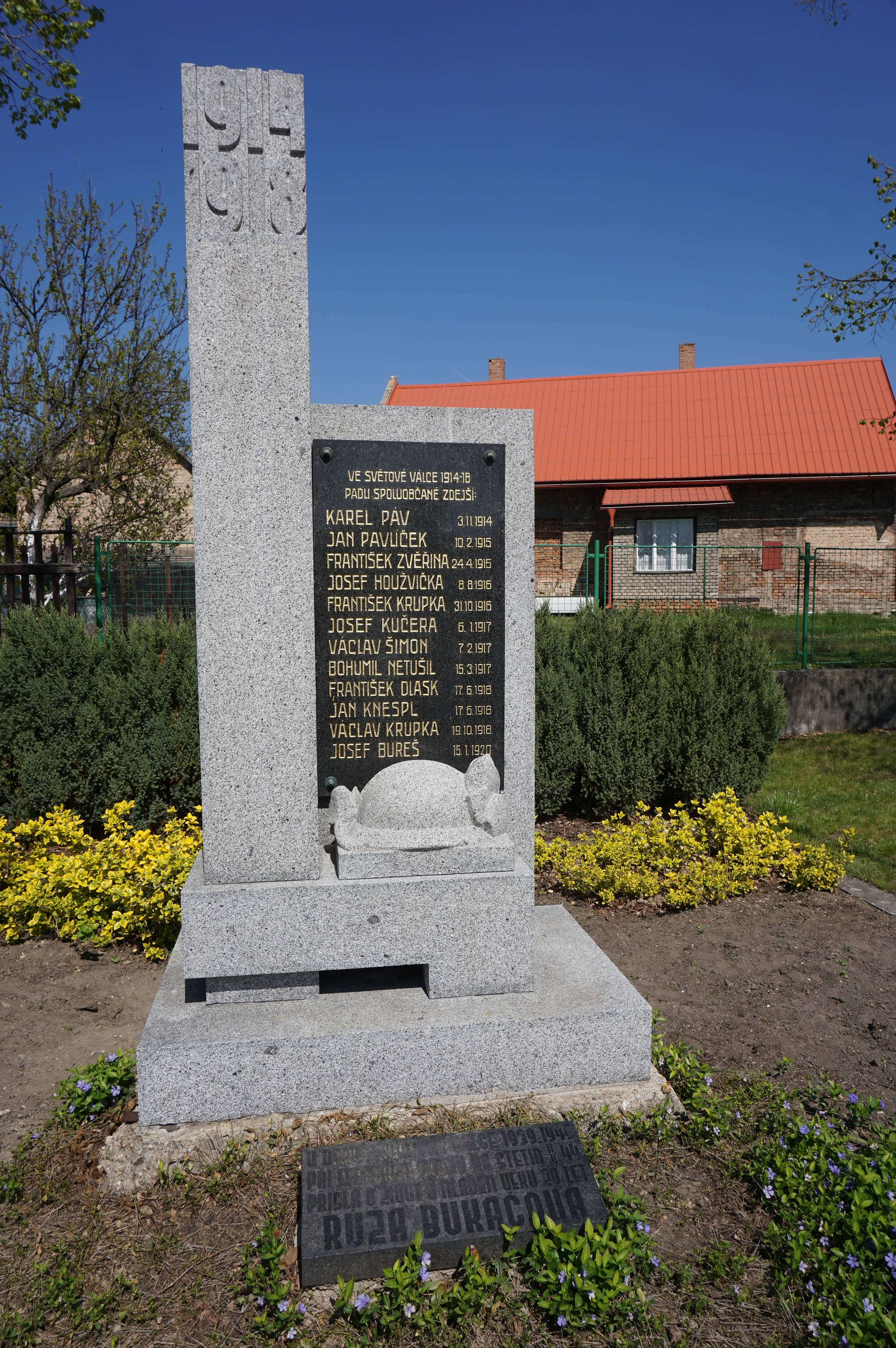
Pomník padlým
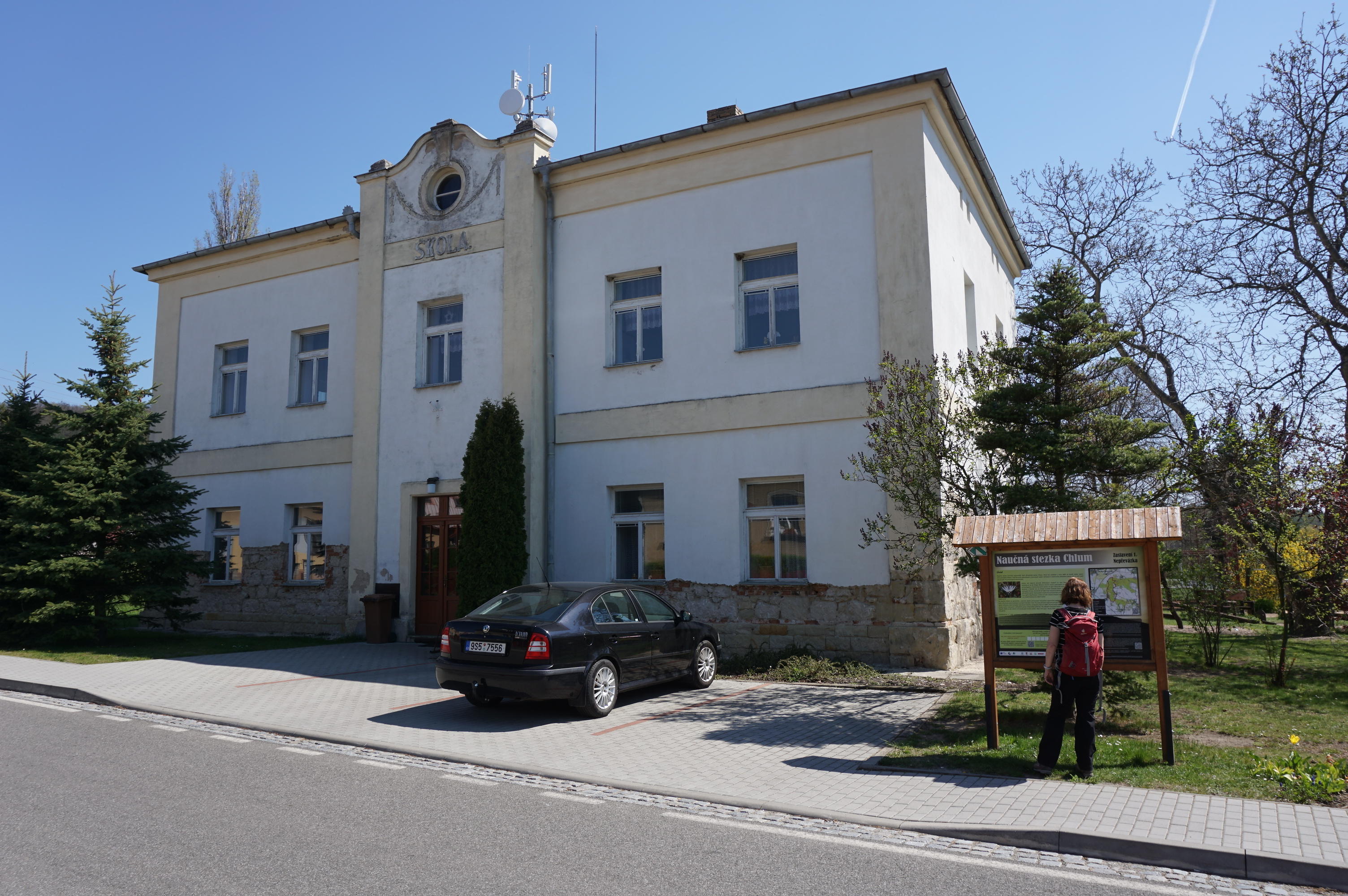
Bývalá škola
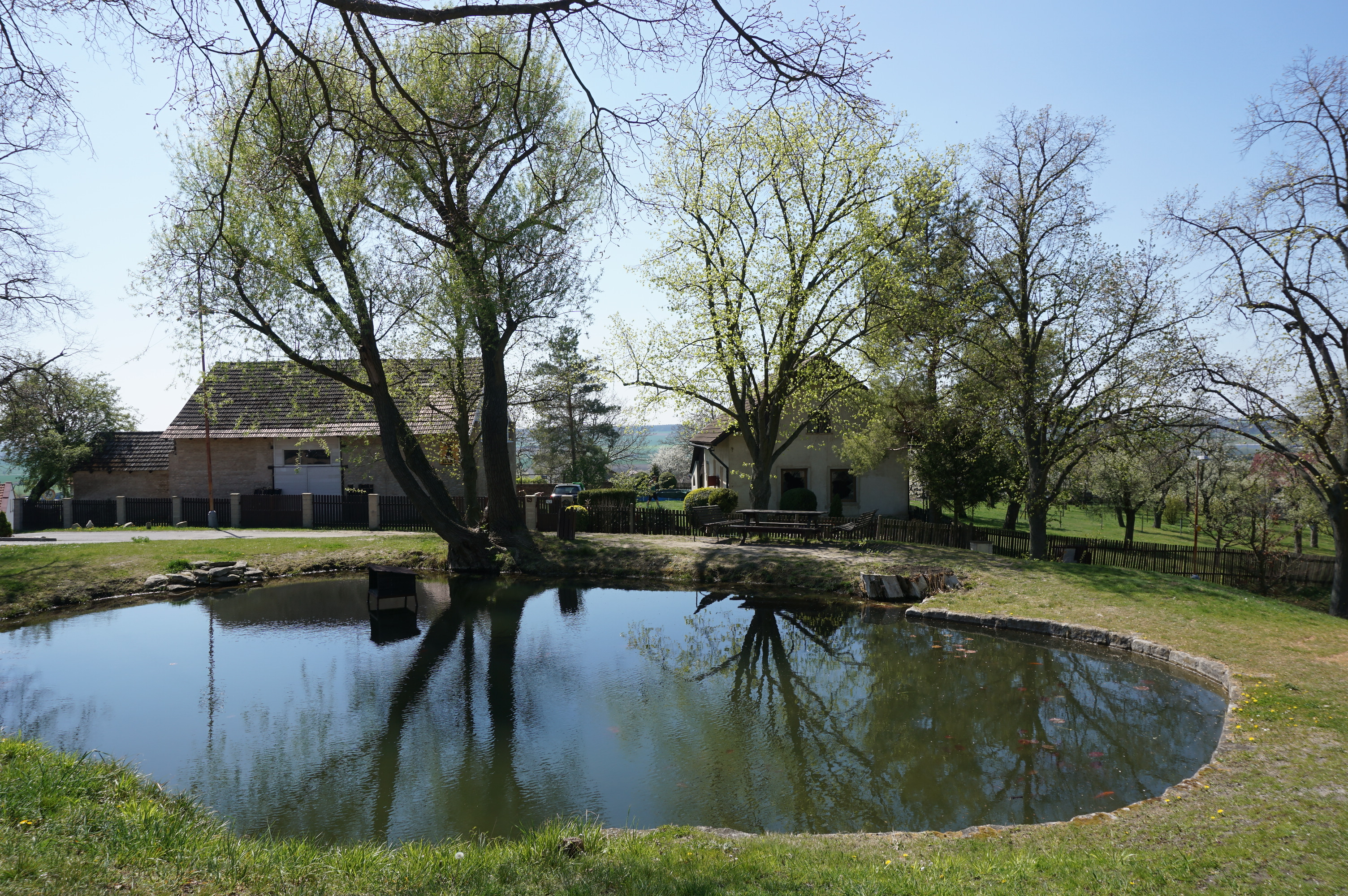
Rybníček v severní části vsi
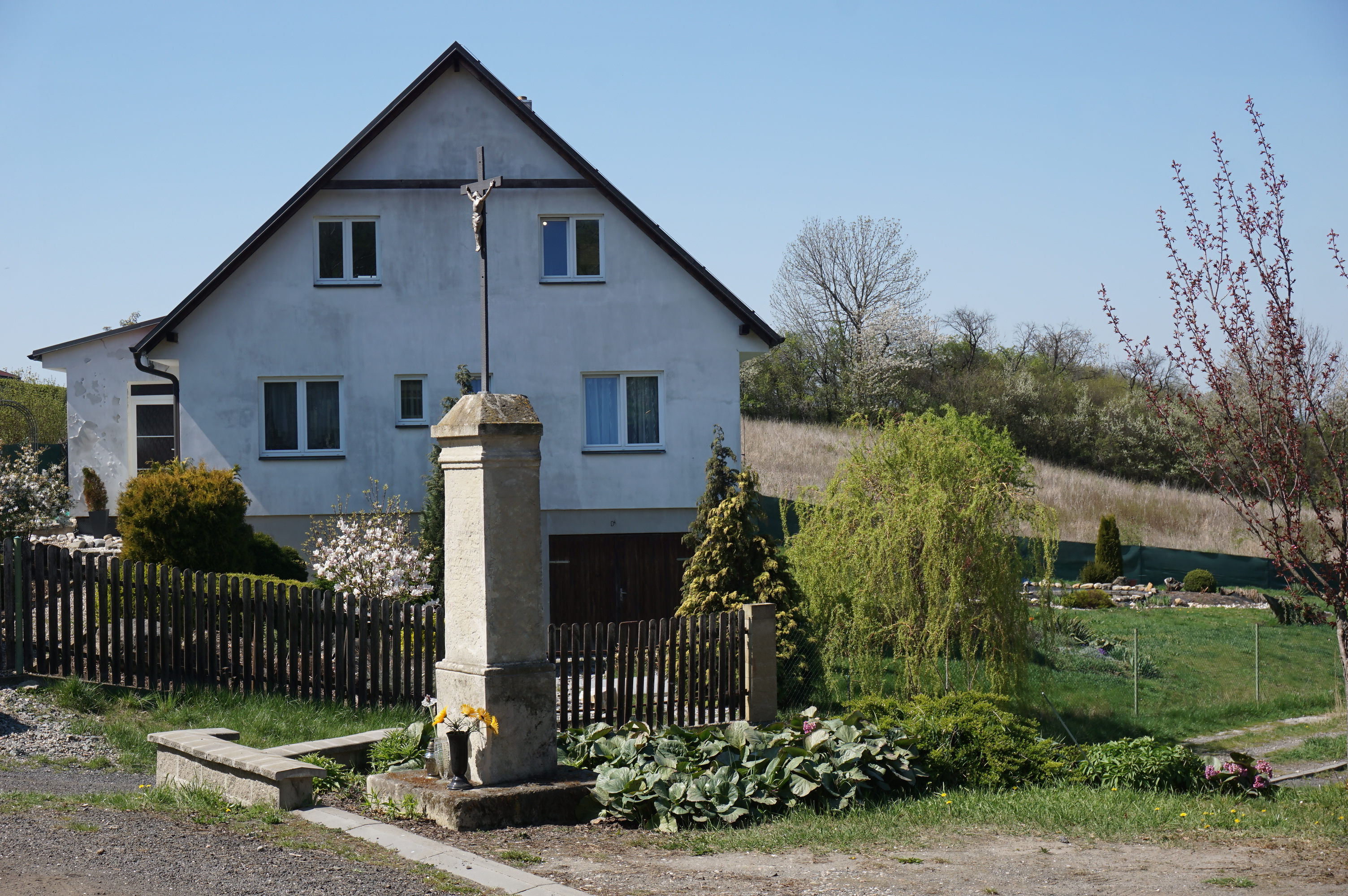
Kříž poblíž čp. 154
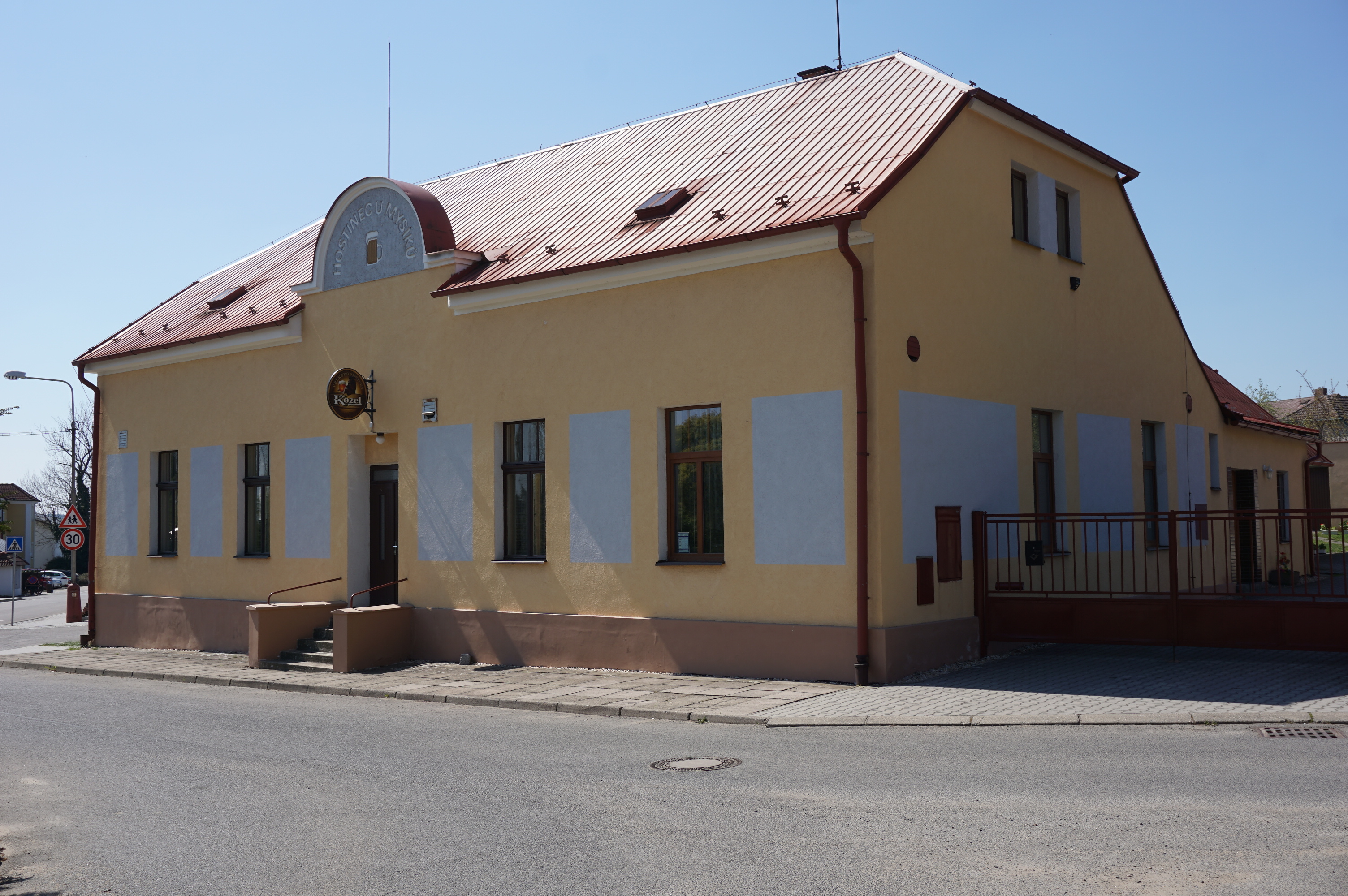
Hostinec U Myslíků
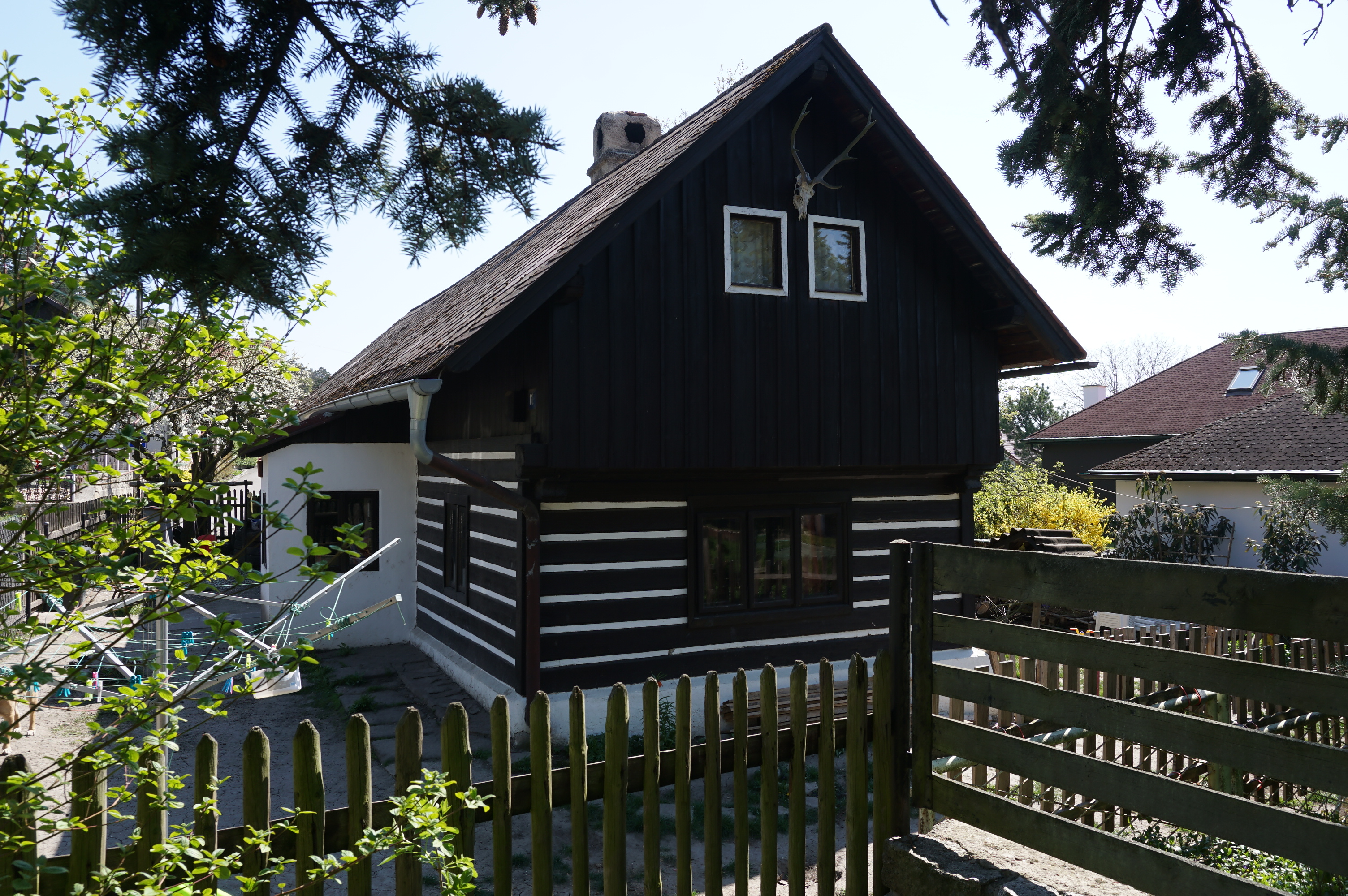
Lidová architektura čp. 11
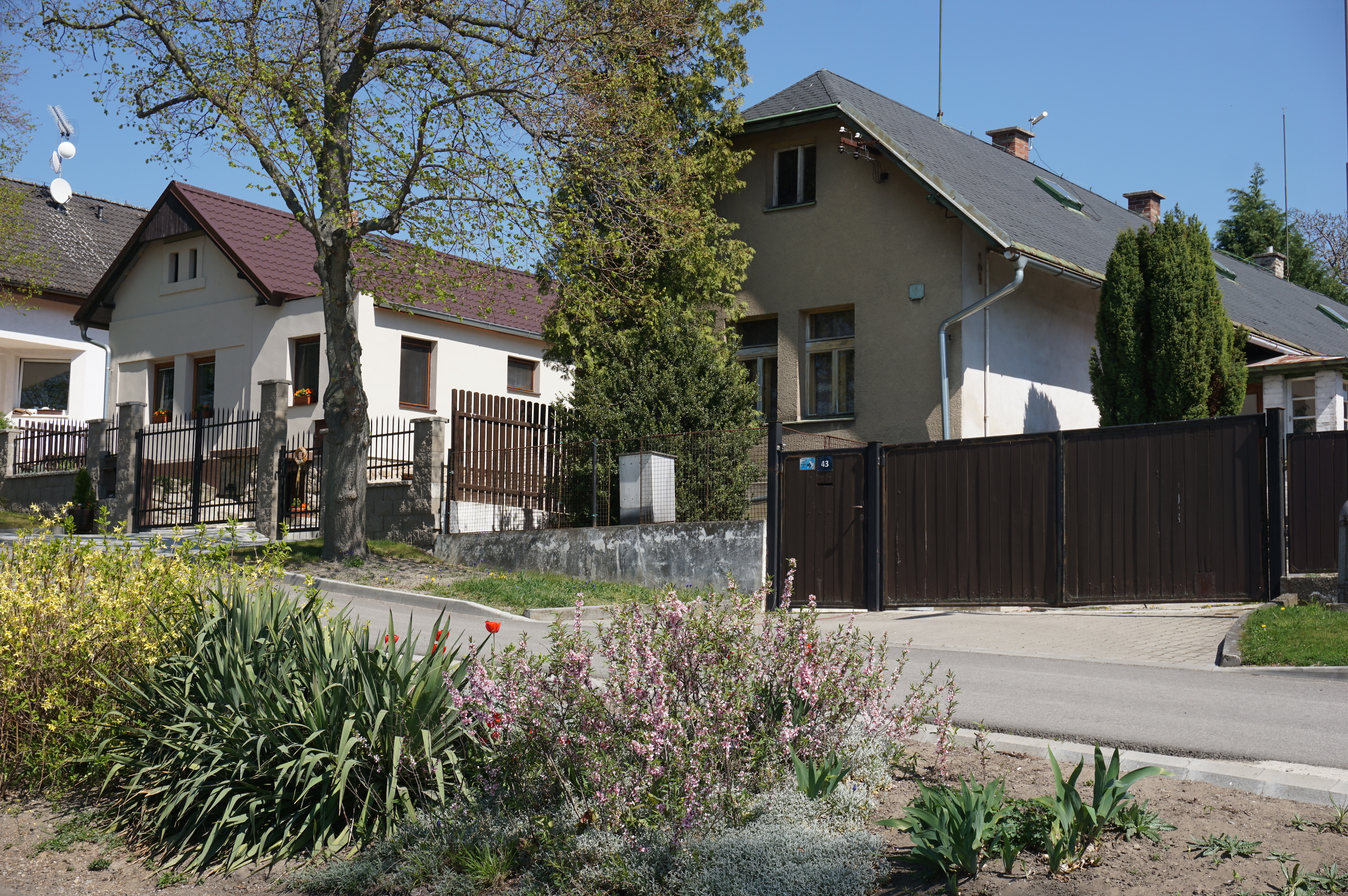
Chalupy čp. 44 a 43
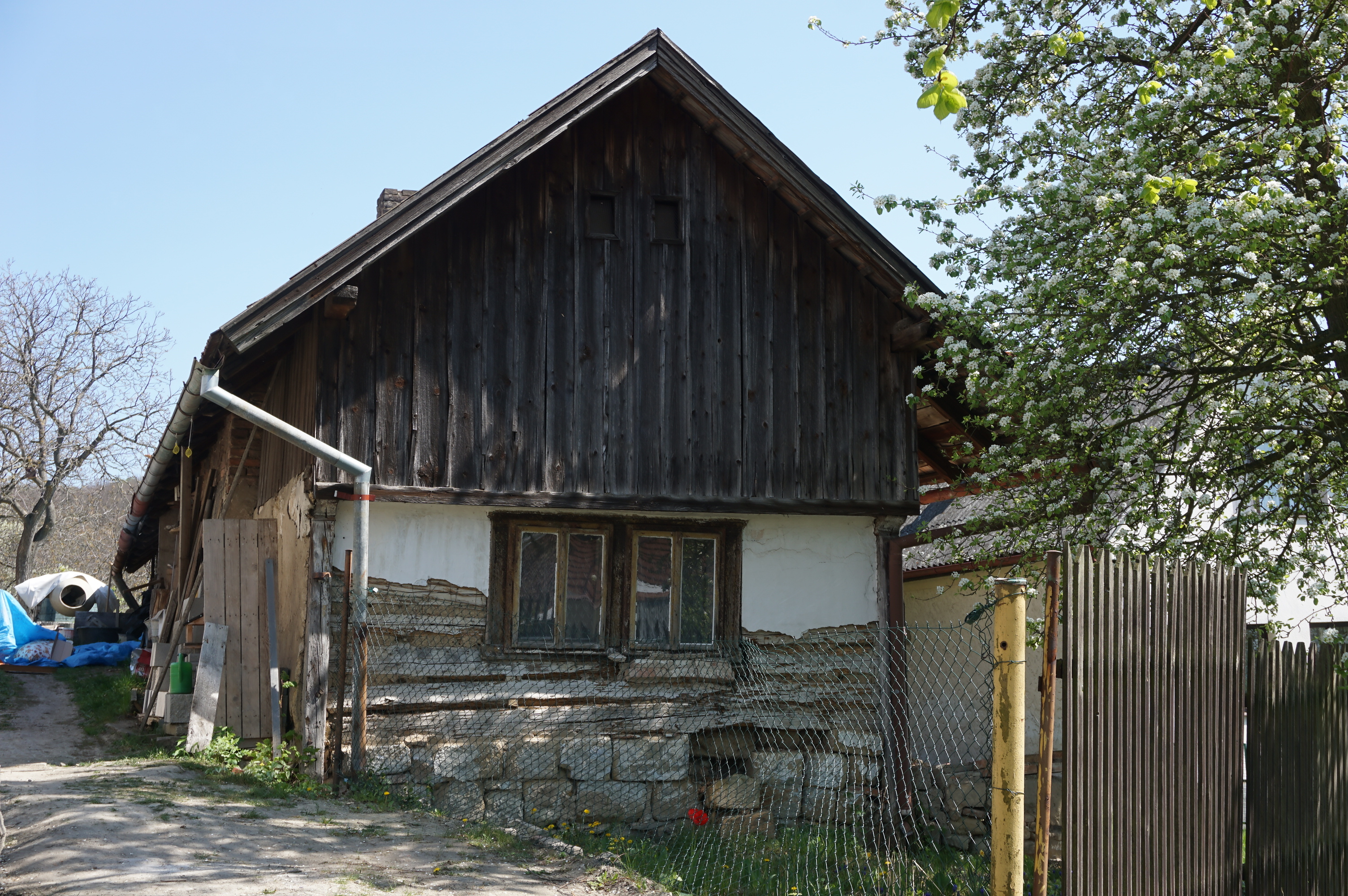
Lidová architektura čp. 38
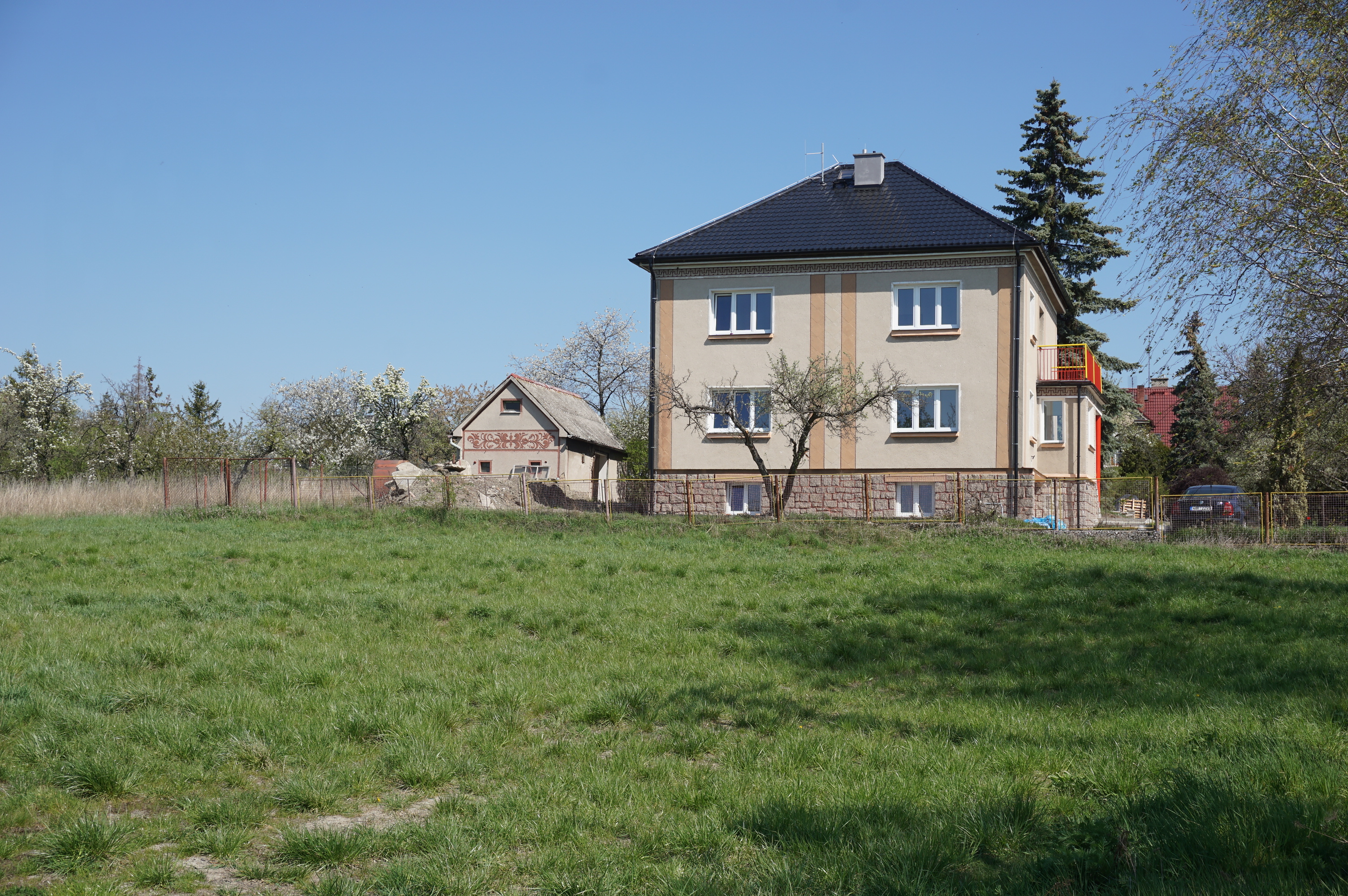
Vila čp. 112
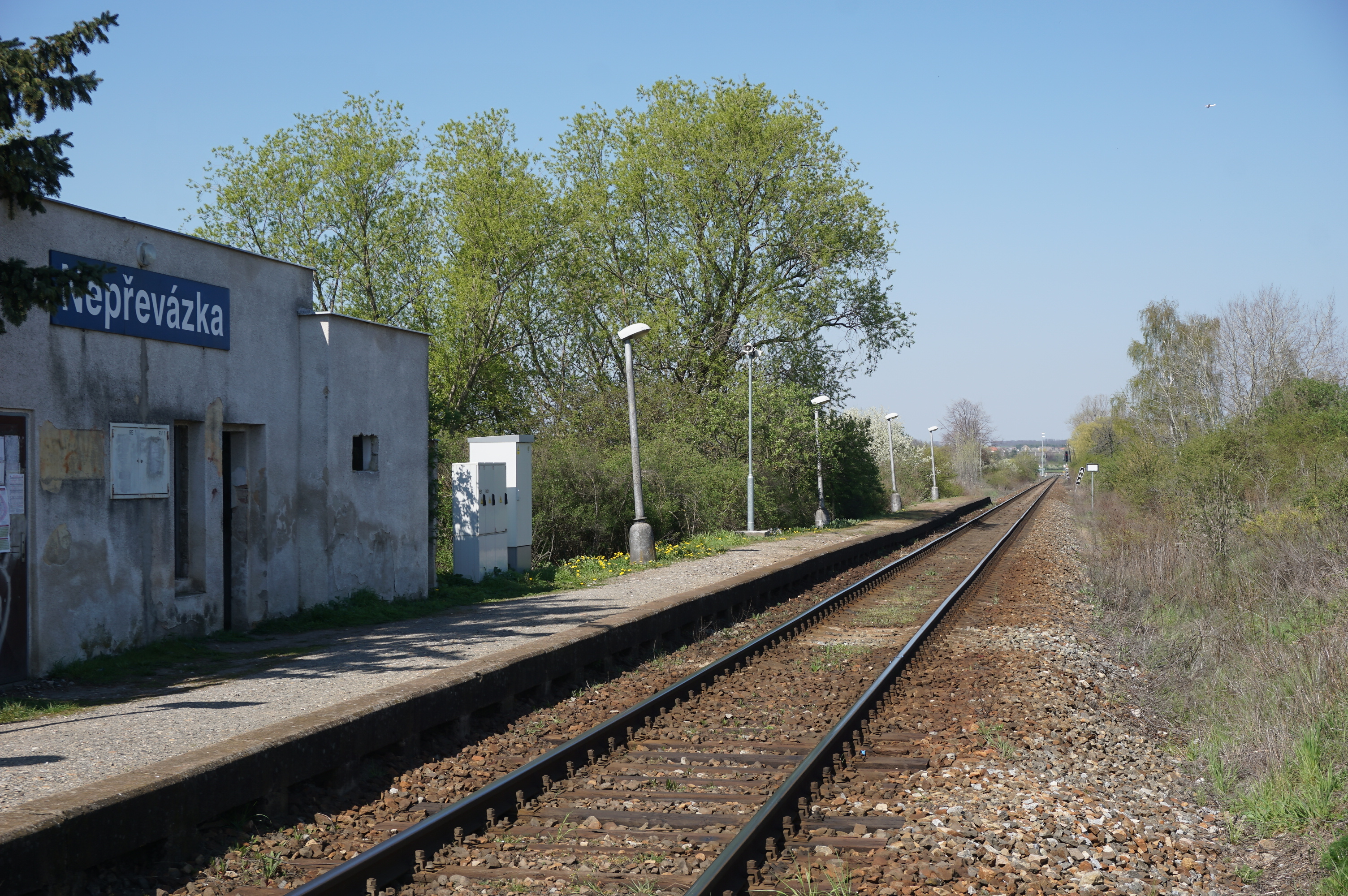
Železniční zastávka
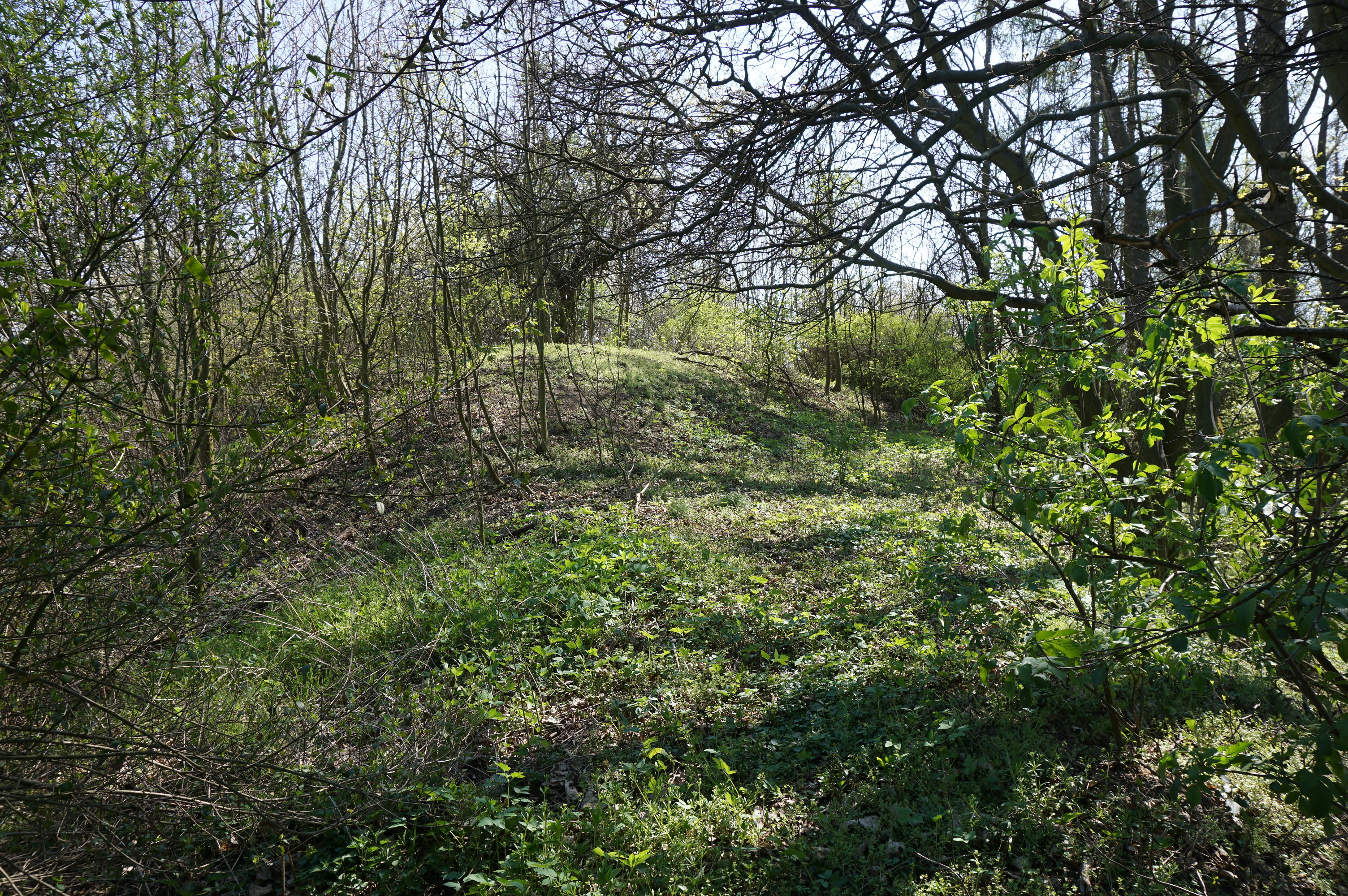
Terénní pozůstatky hradu Chlum
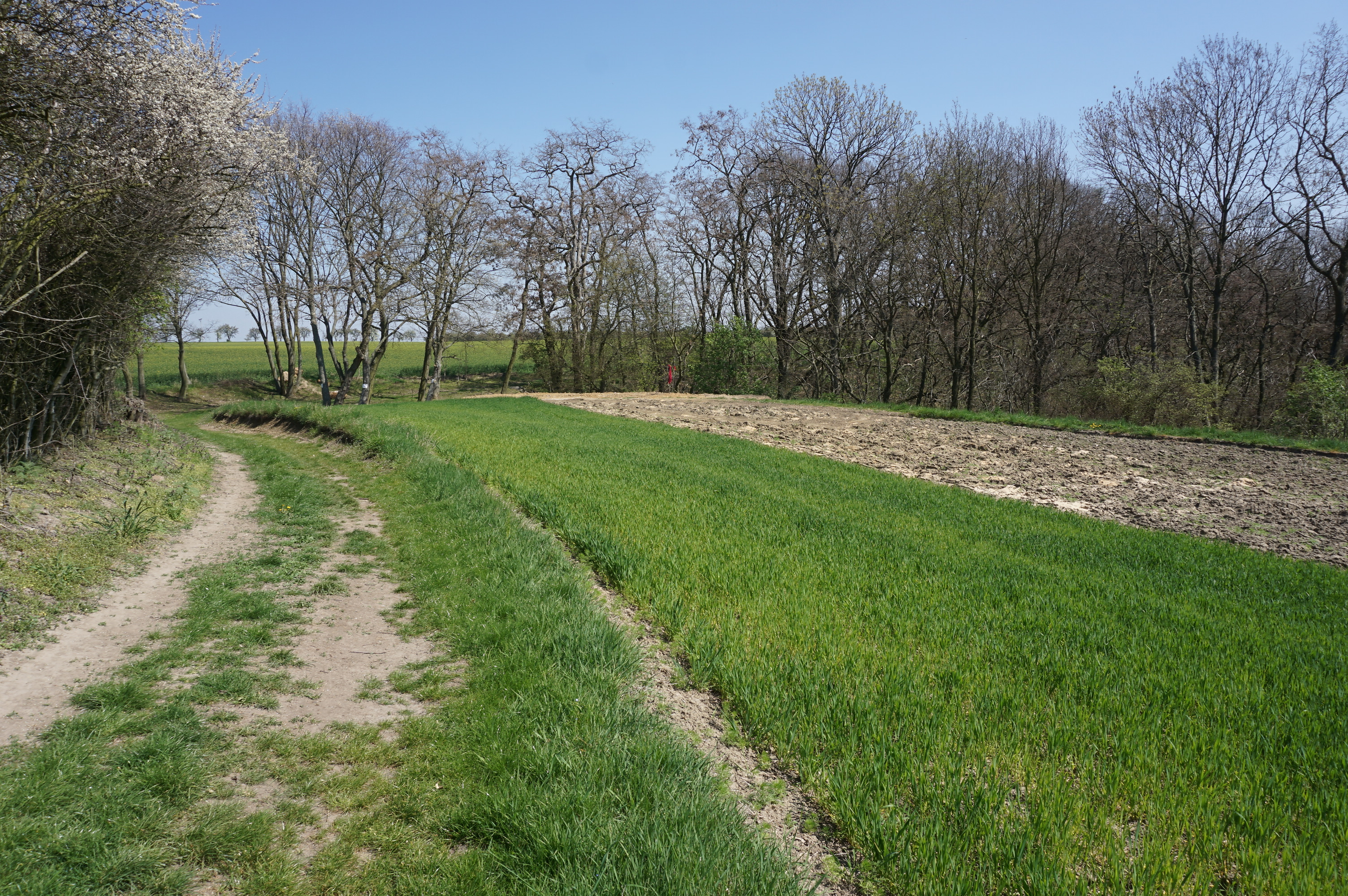
Slovanské hradiště Na Hrádku
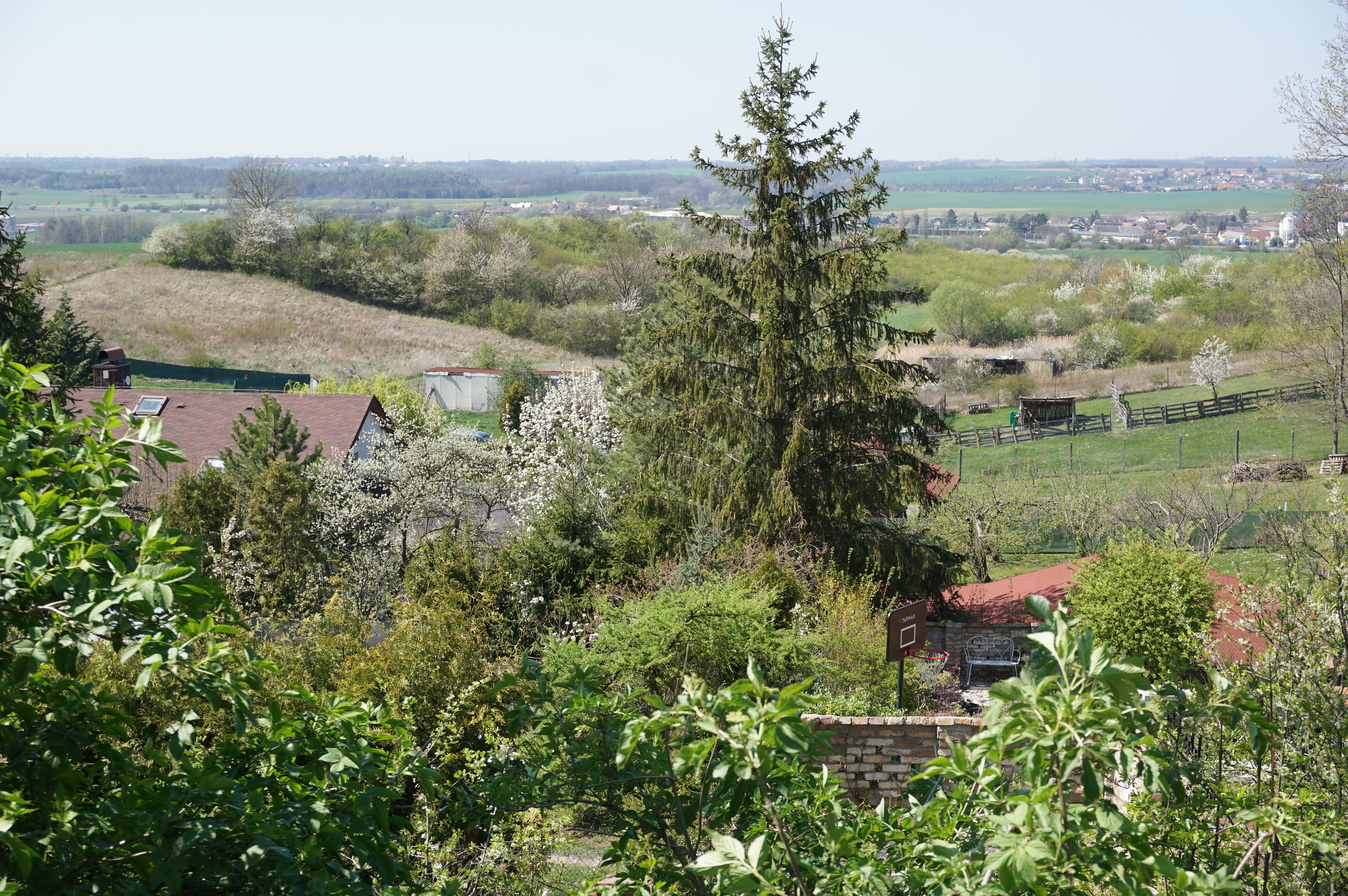
Chráněné území Chlum u Nepřevázky